# Pathosray (album)
Pathosray is het debuutalbum van Pathosray, uitgebracht in 2007 door Sensory Records.

## Track listing
1. "Free of Doubt" – 1:24
2. "Faded Crystals" – 8:19
3. "Lines To Follow" – 6:54
4. "Scent Of Snow" – 6:49
5. "Sorrow Never Dies" – 5:29
6. "The Sad Game" – 9:11
7. "In Salicis Umbra" – 1:39
8. "Strange Kind Of Energy" – 5:38
9. "Emerald City" – 7:16